# Leolux
Leolux is een Nederlandse meubelfabriek met verkoopkanalen in onder andere Nederland, België, Duitsland, Zwitserland en Frankrijk. De productie van Leolux meubelen vindt plaats te Venlo.

## Geschiedenis
In 1934 werd in Venlo de Zuid-Nederlandse Clubmeubelfabriek (ZNC) opgericht, een fabriek die later bekend zou worden als Leolux. In 1948 werden de broers Jan en Ton Sanders eigenaar van het fabriekje van klassieke meubelen. Na enkele jaren koos men voor een moderne meubellijn, geïnspireerd door het Deense en Italiaanse design. De moderne meubelen werden verkocht onder de naam Leolux; luxe meubelen van Zuid-Nederlandse Clubmeubelfabriek die een leeuw als beeldmerk voerde. In 1964 vestigde Leolux haar eerste showroom in het hart van Nederland: Utrecht. In de jaren 70 start Leolux met de export naar België en Duitsland.
In 1981 nam Jeroen Sanders samen met Johan van Beek het bedrijf over. Ze schakelden internationale ontwerpers in introducerden het begrip de huiskunstenaar. In 2007 opende het bedrijf in de fabriek te Venlo een bezoekerscentrum Via Creandi voor klanten. In 2008 introduceerde Leolux een tweede merk op de Nederlandse markt; Pode.

## Ontwerpen
Pallone is het bekendste ontwerp van Leolux. Deze "ballon" fauteuil is in 1989 ontworpen voor het Huis van de Toekomst. De Bora-reeks uit de jaren 80 is de langstlopende meubelserie in de collectie. Het lichte design van Axel Enthoven was destijds vernieuwend en werd veel nagevolgd.
Een nieuwe ontwikkeling was ook het ontwerpen van de plugged furniture serie in 1996, in samenwerking met een designteam van Philips werd audio/video apparatuur volledig in designmeubelen geïntegreerd.
De meubelen van het bedrijf worden in Nederland op bestelling geproduceerd door 350 medewerkers. Leolux exporteert wereldwijd en heeft toonzalen in Utrecht (NL), Eindhoven (NL), Krefeld (D) en Sint-Pieters-Leeuw (B). Het bedrijf noemt ze design centra omdat er interieuradviezen gegeven worden.

## Ontwerpers
Leolux schakelt voor haar ontwerpen nationale en internationale freelance ontwerpers in, waaronder Christian Werner, Frans Schrofer, Axel Enthoven, Jan Armgardt, Stefan Heiliger, Hugo de Ruiter, Norbert Beck, Cuno Frommherz. Voor het merk Pode tekent ontwerper Roderick Vos.

## Kunst
Het bedrijf werkte in het verleden samen met Clemens Briels, Wouter Stips, Sjer Jacobs en Jane Worthington. Sinds 2016 vervult de Berlijnse illustrator Olaf Hajek de functie van huiskunstenaar.

## Prijzen

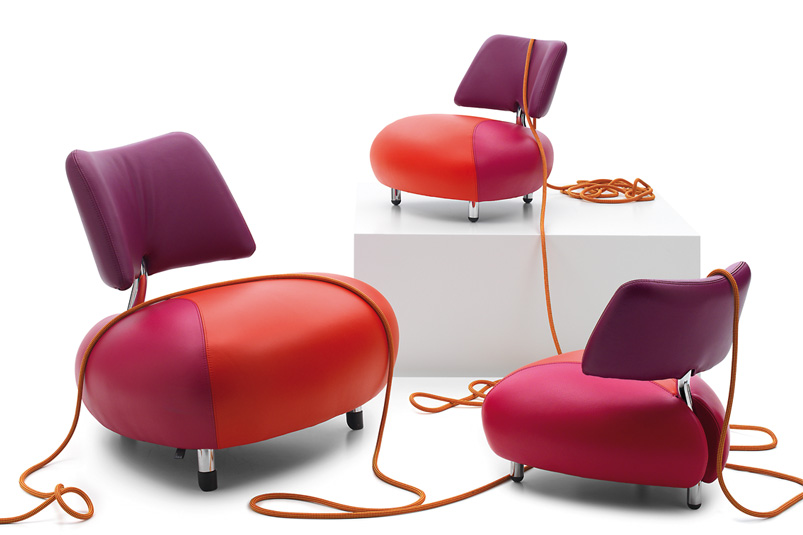
Pallone

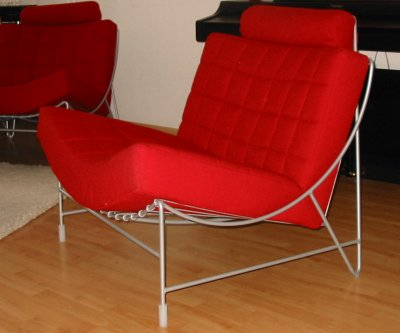
Leolux bankje

Morena

Leolux ontwerpen ontvingen door de jaren heen geregeld een onderscheiding, voorbeelden:
| Meubel          | Introductiejaar | Prijs                                                                |
| --------------- | --------------- | -------------------------------------------------------------------- |
| Guadalupe       | 2016            | Reddot Design Award                                                  |
| Caruzzo         | 2015            | Reddot Design Award                                                  |
| Gynko           | 2014            | Reddot Design Award                                                  |
| Arabella        | 2011            | Interior Innovation Award Goed Industrieel Ontwerp (GIO)             |
| Sella           | 2011            | Interior Innovation Award                                            |
| Morena          | 2010            | Good Design Award Goed Industrieel Ontwerp (GIO)                     |
| Spring          | 2010            | Reddot Design Award Goed Industrieel Ontwerp (GIO)                   |
| Parabolica      | 2009            | Reddot Design Award Goed Industrieel Ontwerp (GIO) Good Design Award |
| Pallone Limited | 2008            | Goed Industrieel Ontwerp (GIO)                                       |
| Ponton          | 2008            | Reddot Design Award                                                  |
| B-flat          | 2005            | Reddot Design Award                                                  |
| Hemingway       | 2003            | Reddot Design Award                                                  |
| Scylla          | 1996            | Interior Innovation Award                                            |
| Pallone         | 1989            | Beste Nederlandse Meubelontwerp Design Preis Schweiz                 |